# شون هارفي
شون هارفي (31 ديسمبر 1973 بفيلادلفيا في الولايات المتحدة - ) (بالإنجليزية: Shawn Harvey)‏ هو لاعب كرة سلة أمريكي في مركز مدافع مسدد الهدف.

## وصلات خارجية
- شون هارفي على موقع سبورتس رفرنس (الإنجليزية)
- شون هارفي على موقع كرة السلة الأوروبية.كوم (الإنجليزية)
- شون هارفي على موقع ريلجم (الإنجليزية)
- شون هارفي على موقع بروبوليرز (الإنجليزية)